# 伯納度號驅逐艦 (DD-153)
伯納度號驅逐艦（舷號DD-153）是一艘美國海軍建造的驅逐艦，為維克斯級驅逐艦的79號艦。她是美軍第一艘以伯納度為名的軍艦，以紀念美西戰爭時期的海軍軍官約翰·伯納度（John Baptiste Bernadou）。
伯納度號在1918年於克雷普父子造船廠開始建造，在同年下水，於1919年服役，其時第一次世界大戰已經結束。稍後伯納度號留在大西洋執勤，並在1922年退役封存。1930年伯納度號重新服役，在大西洋及太平洋之間用作訓練，於1936年再次退役。第二次世界大戰爆發後，伯納度號重新服役，並派往大西洋海域作中立巡航，護航商船。美國參戰後伯納度號參與火炬行動及地中海戰役，於戰事後期改為靶艦，訓練海軍飛行員。1945年伯納度號退役除籍，並出售拆解。
伯納度號在第二次世界大戰共獲得一次美國總統集體嘉獎勳表及五枚戰鬥之星。